# Cecka Caczewa
Cecka Caczewa Dangowska, bułg. Цецка Цачева Данговска (ur. 24 maja 1958 w Draganie w obwodzie Łowecz) – bułgarska prawniczka i polityk, współzałożycielka partii GERB, deputowana, przewodnicząca Zgromadzenia Narodowego 41. kadencji (2009–2013) i 43. kadencji (2014–2017), minister sprawiedliwości (2017–2019).

## Życiorys
Jest absolwentką szkoły średniej o profilu matematycznym w Plewenie (1976) oraz Wydziału Prawa Uniwersytetu Sofijskiego im. św. Klemensa z Ochrydy. Po studiach podjęła roczny staż w sądzie obwodowym w Plewenie. Pracę zawodową rozpoczęła jako radca prawny w administracji miejskiej w Plewenie, a w 1988 stanęła na czele zespołu miejskich prawników. W 1992 uzyskała członkostwo w okręgowej izbie adwokackiej.
W 2006 była jednym z założycieli partii Obywatele na rzecz Europejskiego Rozwoju Bułgarii (GERB). Została liderką tego ugrupowania w Plewenie. W 2007 bez powodzenia startowała w wyborach na urząd burmistrza tego miasta, objęła natomiast mandat w radzie miejskiej. W wyborach parlamentarnych w 2009 przewodniczyła liście wyborczej GERB w obwodzie Plewen, wchodząc w skład bułgarskiego parlamentu.
14 lipca 2009 – jako pierwsza kobieta w historii kraju − została wybrana na przewodniczącą Zgromadzenia Narodowego. Jej kandydatura zyskała poparcie 227 z 230 głosujących deputowanych. Zakończyła urzędowanie 14 marca 2013. W kolejnych wyborach (2013, 2014) z powodzeniem ubiegała się o poselską reelekcję. 27 października 2014 na inauguracyjnej sesji parlamentu 43. kadencji ponownie wybrana na przewodniczącą (przy 219 głosach za wśród 232 głosujących).
W 2016 została kandydatką partii GERB na urząd prezydenta (z Płamenem Manuszewem jako kandydatem na wiceprezydenta) w wyborach prezydenckich. W pierwszej turze zajęła drugie miejsce, otrzymując 21,96% głosów, przechodząc do drugiej tury z kandydatem socjalistów Rumenem Radewem. W drugiej turze przegrała ze swoim kontrkandydatem, otrzymując 36,16% głosów. Nie uzyskała mandatu poselskiego w wyborach w 2017.
W maju 2017 otrzymała nominację na ministra sprawiedliwości w trzecim gabinecie Bojka Borisowa. Zakończyła urzędowanie w kwietniu 2019; do dymisji podała się po ujawnieniu, że była jednym z polityków i urzędników państwowych, którzy nabywali apartamenty po znacznie zaniżonej cenie.

## Życie prywatne
Cecka Caczewa jest zamężna, ma jednego syna.